# Passau-traktaten
Passau-traktaten eller Passau-forliget kaldes den i byen Passau den 29. juli 1552 indgåede overenskomst mellem kejser Karl V, der stod værgeløs over for kurfyrste Morits af Sachsens pludselige indfald i Tyrol i maj samme år, og de tyske fyrster, hvorved striden om ordningen af de kirkelige Forhold i Tyskland bragtes til en foreløbig afslutning.

## Indhold
Forligets indhold var følgende:
1. Morits og de med ham forbundne fyrster skulle aftakke deres krigsmandskab,
2. Landgreve Philip 1. af Hessen frigaves,
3. Amnesti blev givet til dem, der efter Slaget ved Mühlberg i 1547 var erklærede i Rigets Acht,
4. I de religiøse stridsspørgsmål skulle man søge at nå til enighed på en rigsdag, men selv om enighed ikke blev opnået, skulle freden dog bevares. Inden rigsdagen kunne afholdes måtte katolske og lutherske magthavere ikke i nogen henseende forulempe hinanden for religionens skyld.

Forliget i Passau, der undertegnedes af kejseren den 15. august 1552, stadfæstedes med nogle forbehold vedrørende religionsfriheden på rigsdagen i Augsburg den 26. september 1555. Den oprindeligt fastsatte frist på 6 måneder blev således efterhånden til henimod 3 år.